# Lieboch
Lieboch è un comune austriaco di 4 866 abitanti nel distretto di Graz-Umgebung, in Stiria; ha lo status di comune mercato (Marktgemeinde).